# Semallé
Semallé és un municipi francès situat al departament de l'Orne i a la regió de Normandia. L'any 2007 tenia 382 habitants.

## Demografia

### Població
El 2007 la població de fet de Semallé era de 382 persones. Hi havia 144 famílies de les quals 24 eren unipersonals (12 homes vivint sols i 12 dones vivint soles), 44 parelles sense fills, 68 parelles amb fills i 8 famílies monoparentals amb fills.
La població ha evolucionat segons el següent gràfic:
Habitants censats

### Habitatges
El 2007 hi havia 157 habitatges, 142 eren l'habitatge principal de la família, 4 eren segones residències i 11 estaven desocupats. 151 eren cases i 5 eren apartaments. Dels 142 habitatges principals, 102 estaven ocupats pels seus propietaris, 39 estaven llogats i ocupats pels llogaters i 1 estava cedit a títol gratuït; 2 tenien una cambra, 8 en tenien dues, 25 en tenien tres, 32 en tenien quatre i 75 en tenien cinc o més. 118 habitatges disposaven pel capbaix d'una plaça de pàrquing. A 48 habitatges hi havia un automòbil i a 86 n'hi havia dos o més.

### Piràmide de població
La piràmide de població per edats i sexe el 2009 era:
| Homes | Edats   | Dones |
| ----- | ------- | ----- |
| 0     | 95 o +  | 0     |
| 0     | 90 a 94 | 4     |
| 0     | 85 a 89 | 0     |
| 4     | 80 a 84 | 0     |
| 0     | 75 a 79 | 0     |
| 12    | 70 a 74 | 8     |
| 8     | 65 a 69 | 16    |
| 4     | 60 a 64 | 0     |
| 8     | 55 a 59 | 16    |
| 12    | 50 a 54 | 4     |
| 16    | 45 a 49 | 12    |
| 16    | 40 a 44 | 20    |
| 12    | 35 a 39 | 12    |
| 8     | 30 a 34 | 8     |
| 12    | 25 a 29 | 16    |
| 0     | 20 a 24 | 0     |
| 4     | 15 a 19 | 4     |
| 8     | 10 a 14 | 8     |
| 16    | 5 a 9   | 24    |
| 20    | 0 a 4   | 16    |

## Economia
El 2007 la població en edat de treballar era de 250 persones, 194 eren actives i 56 eren inactives. De les 194 persones actives 181 estaven ocupades (96 homes i 85 dones) i 13 estaven aturades (4 homes i 9 dones). De les 56 persones inactives 19 estaven jubilades, 28 estaven estudiant i 9 estaven classificades com a «altres inactius».

### Ingressos
El 2009 a Semallé hi havia 154 unitats fiscals que integraven 424 persones, la mediana anual d'ingressos fiscals per persona era de 17.767 €.

### Activitats econòmiques
Dels 19 establiments que hi havia el 2007, 1 era d'una empresa extractiva, 1 d'una empresa de fabricació de material elèctric, 1 d'una empresa de fabricació d'altres productes industrials, 6 d'empreses de construcció, 3 d'empreses de comerç i reparació d'automòbils, 3 d'empreses de transport, 1 d'una empresa d'hostatgeria i restauració, 1 d'una empresa de serveis, 1 d'una entitat de l'administració pública i 1 d'una empresa classificada com a «altres activitats de serveis».
Dels 6 establiments de servei als particulars que hi havia el 2009, 1 era un guixaire pintor, 2 fusteries, 1 electricista, 1 empresa de construcció i 1 restaurant.
L'any 2000 a Semallé hi havia 17 explotacions agrícoles que ocupaven un total de 1.508 hectàrees.

## Equipaments sanitaris i escolars
El 2009 hi havia una escola elemental integrada dins d'un grup escolar amb les comunes properes formant una escola dispersa.

## Poblacions més properes
El següent diagrama mostra les poblacions més properes.